# Johannes Brenz (der Jüngere)

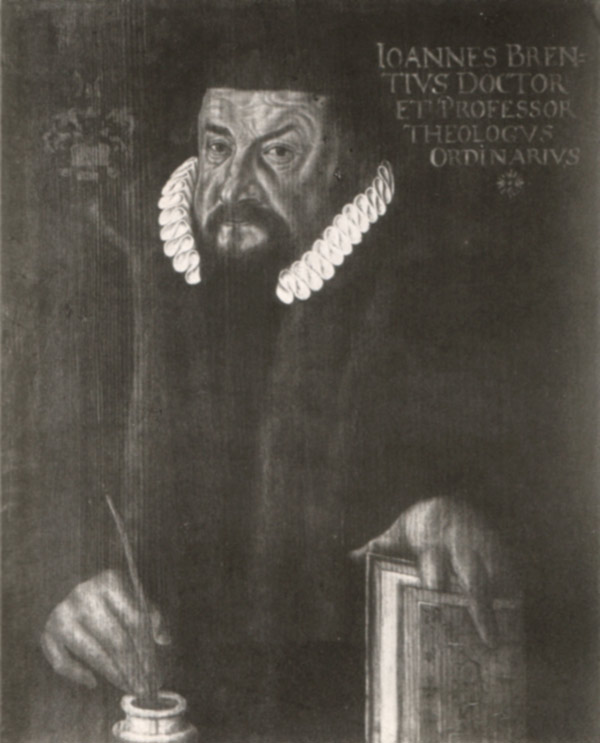
Das von Anton Ramsler angefertigte Porträt des Johannes Brenz in der Tübinger Professorengalerie

Johannes Brenz (der Jüngere), latinisiert Brentius, (* 6. August 1539 in Schwäbisch Hall; † 29. Januar 1596 in Hirsau) war ein Württemberger evangelisch-lutherischer Theologe.

## Leben
Johannes Brenz war der Sohn des Reformators der Reichsstadt Schwäbisch Hall und des Herzogtums Württemberg Johannes Brenz und dessen erster Ehefrau Margarethe Gräter (1501–1548).
Er wurde am 19. November 1552 in Tübingen immatrikuliert. Dort wurde er am 25. September 1555 Baccelaureus artium, am 16. Februar 1558 Magister, am 5. Februar 1562 Doktor der Theologie und außerordentlicher Professor für Theologie. 1590 wurde er dritter ordentlicher Professor der Theologie an der Universität Tübingen. Ab 1591 war er Prälat in Hirsau, von 1591 bis 1596 Abt von Hirsau und Rat der Stadt.
Er heiratete am 4. Mai 1563 in Neubulach Maria Barbara Rösch; die Eheleute hatten 13 gemeinsame Kinder.